# Ђурађ Предојевић
Ђурађ Предојевић — Ђурин (Лушци Паланка, код Санског Моста, 15. април 1915 — Београд, 9. фебруар 2000) био је учесник Народноослободилачке борбе, генерал-потпуковник ЈНА и народни херој Југославије.

## Биографија
Рођен је 15. априла 1915. године у месту Лушци Паланка, код Санског Моста. Завршио је основну школу у родном месту. Није успео да упише Пољопривредну школу у Бања Луци, па је конкурисао у Артиљеријску школу у Ћуприји, где је примљен. Завршио је школу 1937. године унапређен у поднаредника, и са тим чином дочекао је Други светски рат. Након капитулације вратио се у родно место, где су га усташе 22. јуна 1941. године затвориле и држале 4 дана у затвору.
Заједно са неколико наредника предратне Југословенске краљевске војске планирао је напад на жандармеријску касарну у Лушци Паланци у ноћи између 30/31. јула 1941. године. Међутим, после поноћи 29/30. јула наишла је група устаника која је уништила жандармеријску станицу у Бенковцу и њима се придружио Ђурађ у нападу на станицу у Лушци Паланци. То је означило почетак устанка у Санском срезу. Устаници су после напада одлучили да командант места буде Ђурађ Предојевић. Након само 6 дана на овом положају, устанике су напале велике усташке снаге те су се они повукли на Грмеч.
У фебруару 1942. формирана је чета 1. батаљона Првог крајишког народноослободилачког партизанског одреда, а за командира је постављен Ђурађ. Због успеха које је Паланска чета постизала, стекао је углед и примљен је у Комунистичку партију Југославије (КПЈ) у априлу 1942. године. У мају се након ослобођења Приједора формира ударни батаљон 1. крајишког НОП одреда, а на његовом челу је постављен Предојевић. У априлу постављен је за заменика команданта 11. крајишке дивизије НОВЈ, а јула за команданта 53. средњобосанске дивизије НОВЈ.
Истакао се у многим борбама, а последица тога била је да је два пута рањен. Први пут је то било код Новске Сухаче, када је погођен гелером у главу који никада није извађен. Други пут је тешко рањен у борбама код Блатнице, у близини Теслића. Том приликом је морала да му се ампутира рука. Након опоравка, командовао је нападима на Дервенту, Добој и Теслић. Приликом ослобађања ових градова заробљено је око 4.000 непријатељских војника.

### Послератни период
Након рата, остао је у професионалној служби у Југословенској народној армији (ЈНА). Завршио је Вишу војну академију ЈНА и Ратну школу ЈНА, а пензионисан је 1965. године у чину генерал-потпуковника ЈНА.
Умро је 9. фебруара 2000. године у Београду. Сахрањен је у Алеји народних хероја на Новом гробљу у Београду.
Носилац је Партизанске споменице 1941. и других југословенских одликовања, међу којима су — Орден ратне заставе, Орден партизанске звезде са златним венцем, Орден братства и јединства са златнин венцем, Орден заслуга за народ са златном звездом и Орден за храброст. Од иностраних одликовања, истиче се Партизански крст НР Пољске. Указом Президијума Народне скупштине ФНР Југославије, 20. децембра 1951. године, одликован је Орденом народног хероја.